# Bake-kujira
El Bake-kujira (化鯨?) es un yōkai japonés, una criatura mítica que, se dice, habita en la costa de la prefectura de Shimane (Japón). Su nombre significa "Ballena fantasma". En la mitología japonesa, se piensa que es la encarnación del odio que las ballenas sienten por los cazadores.
Las criaturas calificadas de bake (fantasma) suelen expresar el rencor de un animal hacia el ser humano. Son considerados como un mononoke o yōkai (bestia o demonio) que en un inicio fue un animal normal y corriente, cuya transformación surgió después de su muerte.

## Origen
Un día, estaban unos cazadores en el mar buscando ballenas cuando se les apareció una ballena de hueso, como un esqueleto viviente. El más valiente de los cazadores disparó contra ella, pero el arpón no le hizo el menor rasguño. Entonces el Bake-Kujira llamó a una bandada de pájaros roñosos y una horda de extraños peces. Desde ese entonces, Bake-Kujira se instaló junto a otras muchas leyendas.